# José Escolástico Marín

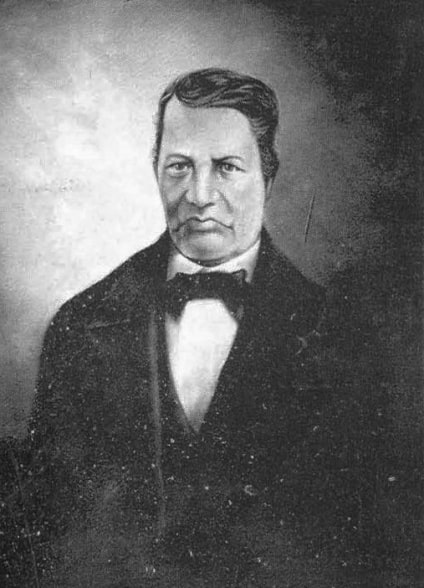
José Escolástico Marín

José Escolástico Marín (* Ciudad San Vicente; † 1846 ebenda) war vom 1. Februar 1842 bis 14. April 1842 Staatsoberhaupt (Supremo Director) von El Salvador. Er war Mitglied des Partido Conservador.

## Leben
Seine Familie lebte auf der Hacienda Sihuatepeque. Beim Aufstand der Nonualcos Anfang 1833 wurde sein Bruder Florencio dort füsiliert. Seine Schwester Matilde heiratete Anastasio Mártir Aquino San Carlos.
José Escolástico Marín stellte am 1. Februar 1842 das Departamento La Paz und die Partidos de Olocuilta unter die Verwaltungshoheit der Stadt San Vicente. Opico  wurde aus der Verwaltungshoheit des Departamentos Cuscatlán gelöst und unter die Verwaltungshoheit des Departamentos San Salvador gestellt.
Er wurde beim Versuch, Eugenio Aguilar Gonzalez Batres zu stürzen, getötet.